# Edouard Du Bost
Casimir Jules Edouard, baron Du Bost of Dubost (Brussel, 19 december 1855 - 14 februari 1945) was een Belgisch senator voor de Katholieke Partij.

## Levensloop
Du Bost werd geboren als zoon van Casimir-François Du Bost en Barbe Louise Demanet. Hij promoveerde tot doctor in de rechten aan de UCL en tot kandidaat in notariaat aan de ULB. Hij werd eerste substituut van de procureur des Konings, maar werd in 1888 notaris en oefende dit ambt uit tot in 1919, toen hij werd opgevolgd door zijn zoon Paul Du Bost (1889-1942). Hij instrumenteerde onder meer voor het koninklijk paleis en mocht de titel 'koninklijk notaris' voeren. Hij werd voorzitter van de Kamer van notarissen van het arrondissement Brussel.
In 1908 werd hij katholiek senator voor het arrondissement Brussel in opvolging van de ontslagnemende Hippolyte d'Ursel. Hij oefende dit mandaat uit tot in 1932. Hij werd ondervoorzitter van de Senaat.
In 1933 werd hij opgenomen in de Belgische erfelijke adel, met de persoonlijke titel van baron. Hij koos voor wapenspreuk Vitam impendere vero.
Du Bost was in 1885 gehuwd met Jeanne-Marie Eliat-Eliat (1866-1938) dochter van notaris Daniel Eliat-Eliat, en samen hadden ze een zoon en vijf dochters:
- Alice (1888-1944), ongehuwd,
- Paul-Edouard (1889-1942), ongehuwd, de laatste in de mannelijke lijn,
- Louise-Marie (1891-1974) x Henri Leclercq, overleden als laatste van de familie;
- Madeleine (1892-1968), ongehuwd,
- Gabriëlle (1894-1964) x Marc Didier,
- Antoinette (1900-1921), ongehuwd.

## Voetnoot
1. ↑   De schrijfwijze is met een hoofdletter D. Door de naamdragers is de naam het meest als 'Dubost' geschreven. Opzoekingen in de registers van de burgerlijke stand leverden ook vaak de schrijfwijze 'Du Bost' op.